# Droga wojewódzka 682
Die Droga wojewódzka 682 (DW 682) ist eine 16 Kilometer lange Droga wojewódzka (Woiwodschaftsstraße) in der polnischen Woiwodschaft Podlachien, die die Łapy und Markowszczyzna verbindet. Die Strecke liegt im Powiat Białostocki.

## Streckenverlauf
Woiwodschaft Podlachien, Powiat Białostocki
-  Łapy (DW 681)
- Uhowo
- Bojary
- Stoczki
- Turośń Dolna
-  Markowszczyzna (DW 678)